# منتخب إيطاليا لدوري الرغبي
منتخب إيطاليا الوطني لدوري الرغبي (بالإيطالية: Nazionale di rugby a 13 dell'Italia)‏ هو ممثل إيطاليا الرسمي في المنافسات الدولية في دوري الرغبي .

## وصلات خارجية
- الموقع الرسمي